# 沙倫 (堪薩斯州)
沙倫（英語：Sharon）是一個位於美國堪薩斯州巴伯縣的城市。

## 地方資料
沙倫的面積為0.73平方千米，當中陸地面積為0.73平方千米，而水域面積為0.00平方千米。根據2020年美國人口普查的數據，當地共有人口147人，而人口密度為每平方千米201.37人。